# Jochen Sachse
Jochen Sachse (né le 2 octobre 1948 à Frankenberg) est un athlète allemand qui représentait la République démocratique allemande, spécialiste du lancer du marteau. 

## Carrière
Le meilleur résultat de sa carrière est obtenu en 1972 à l'occasion des Jeux olympiques de Munich où il se classe deuxième du concours du marteau (74,96 m) derrière le Soviétique Anatoliy Bondarchuk (75,50 m).
Finaliste lors de quatre Championnats d'Europe consécutifs de 1969 à 1978, son meilleur résultat est une médaille d'argent remportée en 1974 à Prague.

### Palmarès
| Date | Compétition                | Lieu       | Résultat | Marque  |
| ---- | -------------------------- | ---------- | -------- | ------- |
| 1969 | Championnats d'Europe      | Athènes    | 5e       | 68,60 m |
| 1970 | Universiade                | Turin      | 1er      | 72,34 m |
| 1971 | Championnats d'Europe      | Helsinki   | 7e       | 69,74 m |
| 1972 | Jeux olympiques            | Munich     | 2e       | 74,96 m |
| 1974 | Championnats d'Europe      | Rome       | 2e       | 74,00 m |
| 1976 | Jeux olympiques            | Montréal   | 6e       | 74,30 m |
| 1977 | Coupe du monde des nations | Düsseldorf | 2e       | 75,40 m |
| 1978 | Championnats d'Europe      | Prague     | 9e       | 71,56 m |

### Records
| Épreuve           | Performance | Lieu | Date |
| ----------------- | ----------- | ---- | ---- |
| Lancer du marteau | 76,44 m     |      | 1977 |